# Mitsubishi Grandis

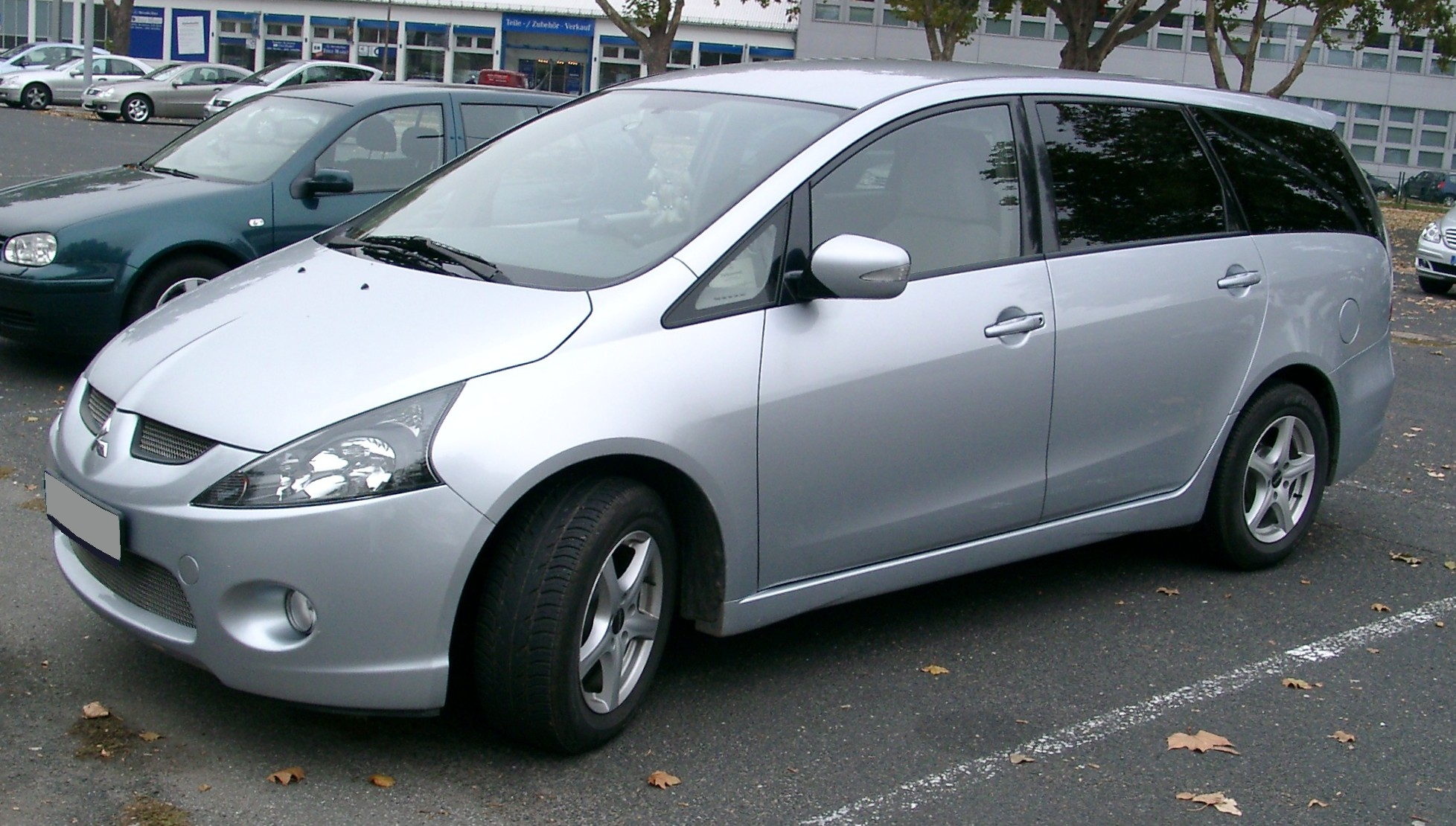
Mitsubishi Grandis

Mitsubishi Grandis är en MPV som debuterade 2003 då den ersatte Mitsubishi Space Wagon. 
Designen, som Olivier Boulay stod för, var spektakulär, och kom att bli Mitsubishis nya signum för kommande modeller. Till skillnad från många andra MPV och familjebilar är Grandis inte högbyggd, men kan likväl rymma sju passagerare. Två motorer erbjuds; en bensindriven på 2,4 liters slagvolym, samt en dieselmotor på 2,0 liter utvecklad av Volkswagen.